# 第2次超級機器人大戰

「第2次超級機器人大戰G」的遊戲封面

《第2次超級機器人大戰》（下稱「第2次」），是萬普發售的回合制戰略角色扮演游戏。

## 概要
以SD比例表現的機器人跨界作品「超級機器人大戰系列」的第2作。雖然稱作「第2次」，但與前作《超級機器人大戰》並沒有故事上的關連。因此此作亦是「DC戰爭系列」的第1作。相比前作，本作作出了大幅度的改良，可說是系列系統的原點。共有26話，沒有路線分岐。
發售平台由前作的Game Boy轉至FC遊戲機，因此圖像質素大幅提升。特別是三一萬能俠的合體影像透過運用FC遊戲機的機能界限令動作得以重現，使當時尚未入社的現製作人寺田貴信十分驚嘆。
前作是原創的世界加上擬人化的機體登場，沒有駕駛員，本作終於加入原作的駕駛員並重現原作中的人際關係及內容等，使故事性大幅提升。但是由於登場的大部份都是已經播放完畢一段時間的作品，使玩家的親近感下降不少。加上當時正值由FC遊戲機到超級任天堂的移行期，使媒體宣傳大幅減少，更趕不上年終商戰，導致銷售量只有前作的一半以下。因此萬普曾考慮不再開發機戰系列，但Winkysoft極力阻上，並承諾會提升下一作（《第3次超級機器人大戰》）的銷售量。

### 移植版
2004年非賣品的Game Boy Advance版以《超級機器人大戰GC》的購入特典、並抽選2000名作為禮物送出。

### 重製版

#### Game Boy版
1995年，DC戰爭系列最終作《第4次超級機器人大戰》（下稱「第4次」）發售，由於當時想要入手《第2次》已經十分困難，因此在同年以《第2次超級機器人大戰G》為名，在Game Boy上推出重製版。標題的「G」意思為「Gleam」或「GAMEBOY」、「GREAT」、「GIANT」等等。系統採用當時最新的《第4次》的系統。
登場作品方面則追加了《機動戰士V GUNDAM》、《機動武鬥傳G高達》。兩者都是系列初登場，序盤以《機動戰士V高達》為主、後半則以《機動武鬥傳G高達》為主。隨著這一改變，劇本上也有一些改變如關卡數增加、加入路線分岐等。《金剛戰神》是手提機初參戰。
設定上，《第2次》是國連偽造的記錄，真正的DC戰爭是《第2次G》描述的故事。但由於1997年發售的《第4次》重製版《超級機器人大戰F》中，《機動武鬥傳G高達》以新參戰組身分參戰，使DC戰爭的故事變得前後矛盾，對此，製作人寺田貴信半開玩笑地表示「（故事上）要當《第2次G》沒有發生過」。

#### PlayStation版
1999年，《第2次》和《第3次超級機器人大戰》（下稱「第3次」）及《超級機器人大戰EX》（下稱「EX」）一併移植成《超級機器人大戰COMPLETE BOX》。内容重新根據FC版。系統有當時最新的《超級機器人大戰F》的、遊戲平衡度也被調整。另外3部作品及後也有在1999年和2000年分開發售。2011年1月26日，在PlayStation Store的Game Archives提供付費下載。

## 登場作品
★號為系列初參戰作品。

### 一覽
- 機動戰士高達（機動戦士ガンダム）
- 機動戰士Ζ GUNDAM（機動戦士Ζガンダム）
- 機動戰士高達ZZ（機動戦士ガンダムΖΖ）
- 機動戰士高達 馬沙之反擊（機動戦士ガンダム 逆襲のシャア）
- 機動戰士GUNDAM F91（機動戦士ガンダムF91）
- 鐵甲萬能俠（マジンガーZ）
- 鐵甲萬能俠2號（グレートマジンガー）
- ★金剛戰神（UFOロボ グレンダイザー）
- 三一萬能俠（ゲッターロボ）
- 三一萬能俠G（ゲッターロボG）

### 解說
初登場作品是《金剛戰神》。系列初次採用原創人物，《魔裝機神賽巴斯塔》初登場。
《魔裝機神賽巴斯塔》和其他作品不同，是不存在原作的原創獨立作品。主人公安藤正樹（マサキ・アンドー）和賽巴斯塔（サイバスター）、以及宿敵白河愁（シュウ・シラカワ）和格蘭森（グランゾン）初登場。開發當初是希望採用《聖戰士登霸》但因諸般事情無法參戰，故製作了設定相近的原創作品以取代。《魔裝機神賽巴斯塔》之後在舊系列的大部份作品中都有出場，因此獲得極高人氣，亦在《EX》首次與《聖戰士登霸》一起登場。
本作中《鐵甲萬能俠2號》的主人公劍鐵也和《三一萬能俠G》的主人公其中一人車弁慶沒有登場。因此鐵甲萬能俠2號由兜甲兒、三一波塞頓由巴武藏駕駛。
《機動戰士Z GUNDAM》的蕾柯亞·隆德（レコア・ロンド）和《機動戰士高達 馬沙之反擊》的只有在FC版登場，在PS版則被削除。
另外，雖然在登場作品名單中沒有出現，但《鐵甲萬能俠2號對三一萬能俠》中登場的基魯基魯剛和本作原創的機械基魯基魯剛也有登場。《機動戰士高達0080：口袋中的戰爭》的茲卡克E（ズゴックE）和高性能葛克（ハイゴッグ）也有登場。

### 封面登場機体
FC版、PS版
鐵甲萬能俠2號（鐵甲萬能俠2號）
鐵甲萬能俠（鐵甲萬能俠）
加拉達K7（鐵甲萬能俠）
蓋特飛龍（三一萬能俠G）
三一1號（三一萬能俠）
（三一萬能俠）
ν高達（機動戰士高達 馬沙之反擊）
高達（機動戰士高達）
（機動戰士高達）
（機動戰士高達）
GB版
V2高達（機動戰士V高達）
三一1號（三一萬能俠）
賽巴斯塔（魔装機神賽巴斯塔）
ν高達（機動戰士高達 馬沙之反擊）
鐵甲萬能俠（鐵甲萬能俠）

## 工作人員

### FC版工作人員
製作人
じっぱ ひとからげ
遊戲設計
阪田雅彥
圖像
ちけん ひろゆき
阪田雅彥
音樂
田中伸一
程序員
しょう まさひろ
特別鳴謝
水島啓太郎

### Game Boy版工作人員
製作人
寺田貴信
劇本
阪田雅彥
遊戲設計
德村義則
程序員
渡邊猛
圖像
武馬功治
音響
三垣敦史
特別鳴謝
じっぱひとからげ

## 廣告

### TVCM
FC版
鐵甲萬能俠、ν高達、三一萬能俠3部機體從白色基地出撃以3D圖像表現。另外聲演兜甲兒的石丸博也、聲演的古谷徹、聲演流龍馬的神谷明則分別喊出他們的台詞。
Game Boy版
FC版、《第3次》、《EX》的CM串合在一坉，並加上遊戲影像。旁白是神谷明。

## 關連商品

### 攻略本
ファミリーコンピュータ必勝法スペシャル 第2次スーパーロボット大戦
勁文社、ケイブンシャ的大百科別冊。
FC版《第2次超級機器人大戰》的攻略本。
スーパーロボット大戦 完全ガイド
勁文社、ケイブンシャ的大百科別冊。
《超級機器人大戰》、FC版《第2次超級機器人大戰》和SFC版《第3次超級機器人大戰》的攻略本。發售前的SFC版《超級機器人大戰EX》也有被介紹。
第2次スーパーロボット大戦G 必勝攻略法
双葉社、Game Boy完璧攻略系列、ISBN 9784575284843。
《第2次超級機器人大戰G》的攻略本。
第2次スーパーロボット大戦G
勁文社、ISBN 9784766923148。
《第2次超級機器人大戰G》的攻略本。

## 外部連結
- PS版第2次超級機器人大戰 介紹網頁
- PS官方網頁 第2次超級機器人大戰（通常版） 介紹網頁 （页面存档备份，存于）
- PS官方網頁 第2次超級機器人大戰（Game Archives版） 介紹網頁 （页面存档备份，存于）